# 小呂島祇園山笠
小呂島祇園山笠（おろのしまぎおんやまかさ）は、毎年7月に小呂島にある七社神社の祇園祭で奉納される山笠行事である。

## 概要
令和2年3月に福岡市無形民俗文化財に指定された。
小呂島祇園山笠は、当屋と呼ばれる3軒（平成29年までは2軒1組）の家を中心に行事を進める。博多祇園山笠と同じく、「舁き山笠」と「飾り山笠」の2種類がある。昭和36年までは飾り山笠も担がれていたが、以降は舁き山笠のみ担がれる。
舁き山笠には「ごしんさま」と呼ばれる祠を飾る。舁き棒は3本である。
飾り山笠は、海事や海産物など漁業に関連する飾り付けをする。

## 歴史
起源は定かではないが、江戸時代に一時期無人島になっていた小呂島に福岡藩による漁業区域拡大の政策によって移住させられた、人々が小呂島に山笠を伝えたとされる。

## 服装
昭和40年代までは上半身裸に締め込み姿であったが、後に現在の法被に白ズボン姿になった。

## 祝い唄
博多祝い唄に類似しているが、歌詞や歌い節が異なる。
歌い節は、古い博多祝い唄（大正時代までは今と異なる歌い節であった）に近い。
定かではないが、博多の人々によって伝えられたのではないかとされる。
歌詞は下記の通りである。（ ）内は読み仮名。

祝い目出度（めでた）の 若松様よ 若松様よ
枝も栄えて 葉も繁（しげ）る
エーイーショー
さても見事な 七社（しちしゃ）の蘇鉄（そてつ） 七社の蘇鉄
枝も栄えて 葉も繁る
エーイーショー
沖のとなかに ちゃやたてて ちゃやたてて
上り下りの 舟（ふね）を待つ
エーイーショー
エーイーショーエ
ショーエ ショーエ
エー ションガネ
アレワイサソ

エサソエー